# Berle dressée
Berula erecta
Pour les articles homonymes, voir Berle.
Espèce
Classification phylogénétique
Statut de conservation UICN

 LC  : Préoccupation mineure
La berle dressée parfois aussi nommée petite berle ou cresson sauvage (Berula erecta), est une espèce de plantes à fleurs de la famille des Apiaceae. C'est une plante herbacée vivace trouvée en Eurasie, en Amérique du Nord et en Australie.

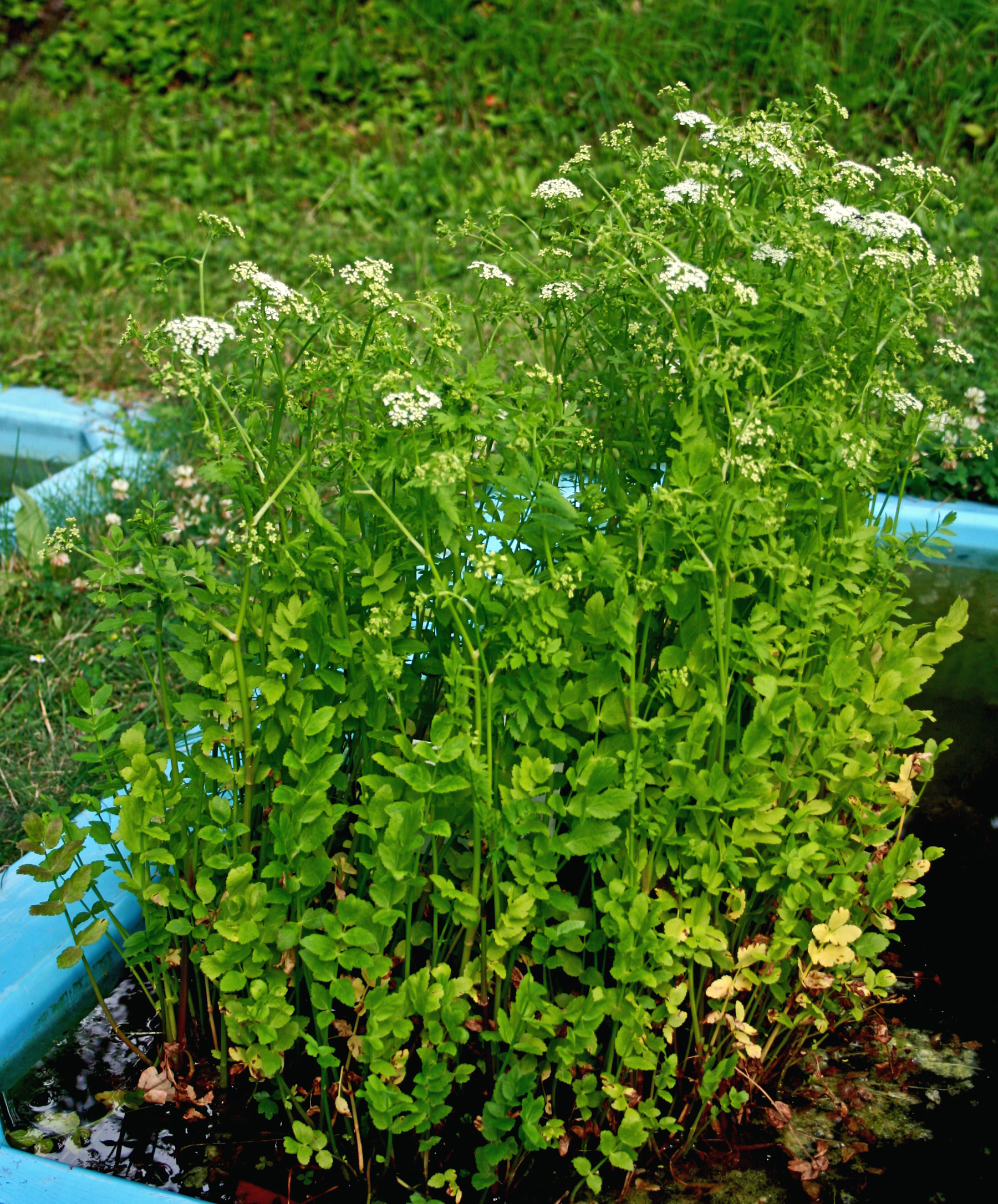
Au jardin botanique de Prague.

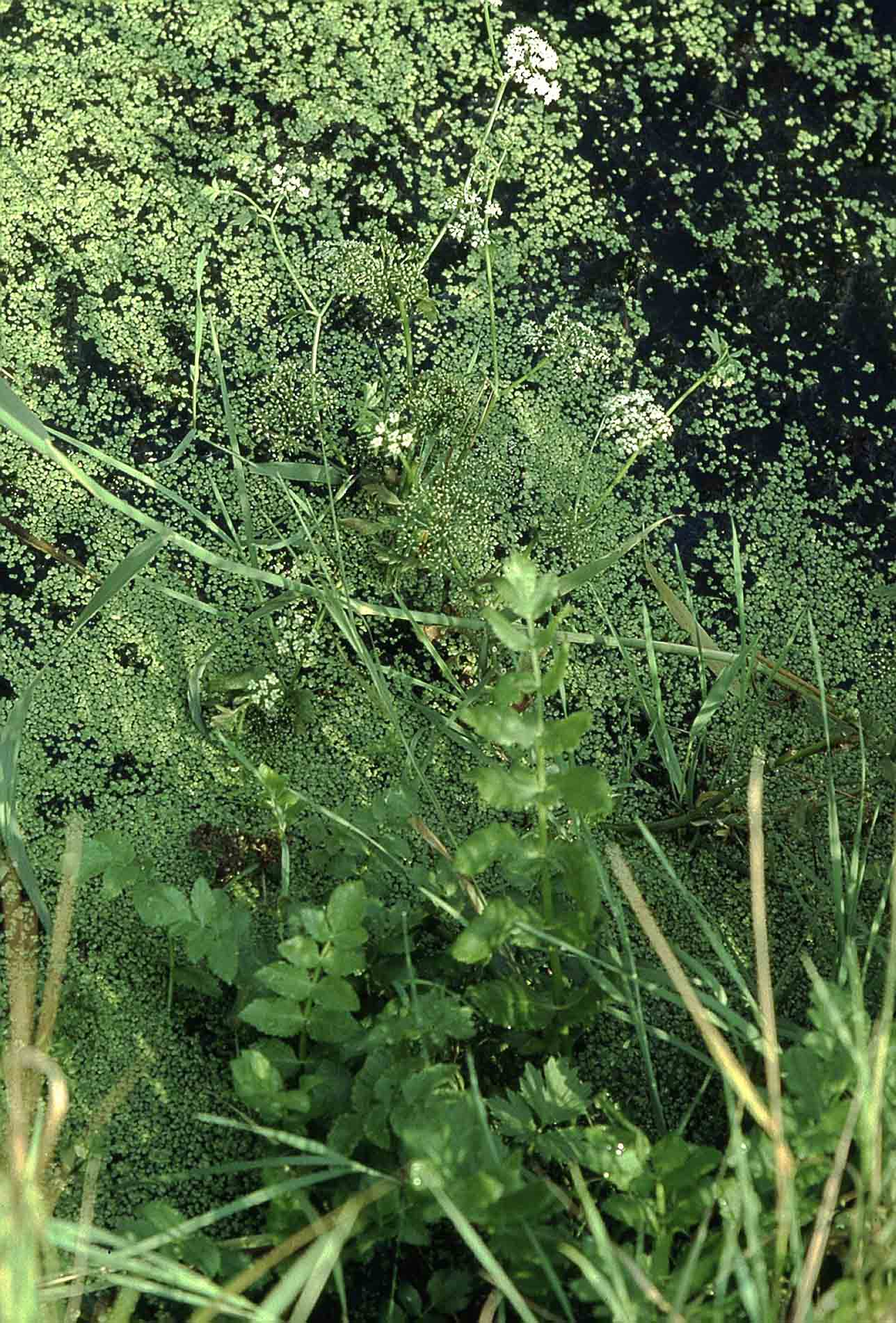
Dans son milieu.

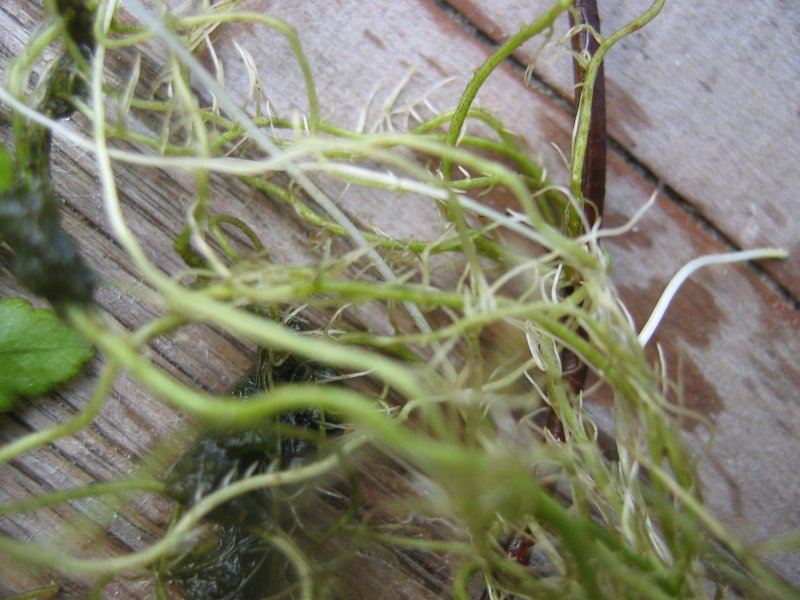
Rhizome et racines : ceux-ci sont très probablement ceux de Apium nodiflorum, beaucoup plus stolonifère et robuste que Berula erecta

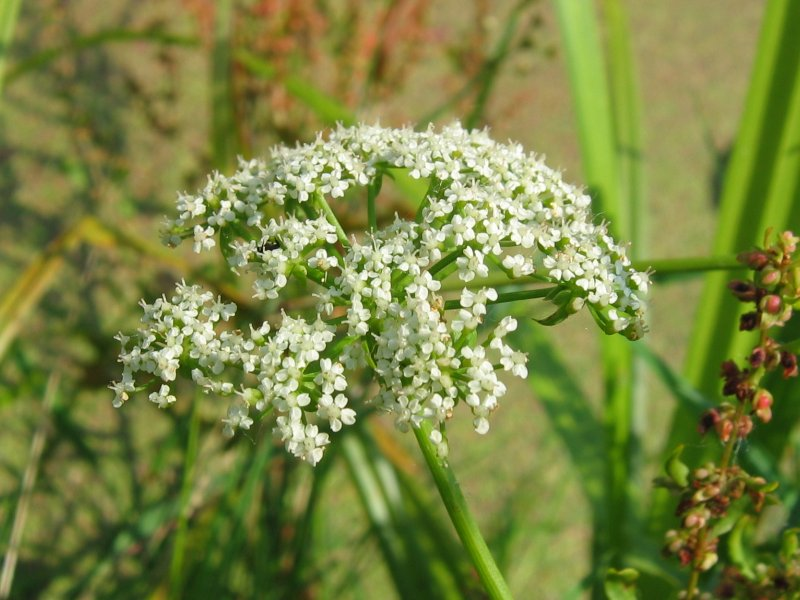
Inflorescence.

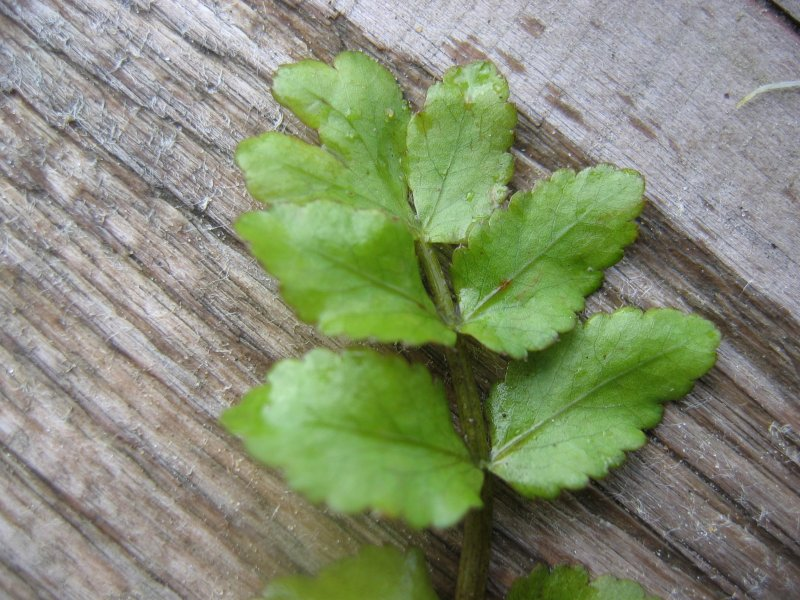
Feuille.

## Description
C'est une plante vivace, semi-aquatique, stolonifère, aux tiges creuses, sillonnées, poussant sous l'eau ou capables de se redresser jusqu'à un mètre de hauteur (plus souvent à 20-40 cm). L'odeur au froissement rappelle celle du persil.
Les feuilles inférieures sont longuement pétiolées. Les feuilles caulinaires (le long de la tige) sont pennatiséquées, à folioles ovales-lancéolées, large de 1-2 cm, inégalement incisées-dentées. Comme souvent chez les plantes aquatiques, les feuilles submergées (pennées lisses) ont une forme très différente des feuilles aériennes (pennées dentées à folioles plus nombreuses, avec des dentelures plus marquées sur les parties hautes que les basses).
La tige peut se développer sous l'eau sans fleurir.

Si elle émerge, les fleurs apparaissent de juin à septembre. Elles sont blanches en ombelles (de 4 à 8 cm de large, composées d'ombellules). Les ombelles sont formées de 8 à 20 rayons, et positionnées à l'aisselle de feuilles. Le pédoncule est opposé aux feuilles.

Les bractées de l'involucre sont grandes (et plus ou moins découpées).

Les pétales s'achèvent par une pointe recourbée vers l'intérieur de la fleur.
Le fruit est petit, subglobuleux.

## Habitat
Ses habitats sont les eaux fraîches peu profondes, plutôt sur substrat calcaire, de 0 à 700 m d'altitude, jamais en milieu acide. On la trouve en bordure de cours d'eau, d'étangs, de zones humides plus ou moins permanentes et dans les fossés.

## Répartition
Elle pousse en Eurasie, en Europe en Asie occidentale et centrale, en Amérique du Nord, et en Australie.
Là où elle est présente en France, elle est souvent commune, mais elle est totalement absente ou très rare dans certaines régions (ex : Finistère, Limousin, région méditerranéenne, sauf le Var, en France). Elle est presque absente de la moitié Sud-Est de la France.

## Confusion possible
- La ciguë aquatique, hautement toxique (particulièrement les racines au printemps) lui ressemble.
- L'Ache ou Faux-cresson de fontaine (Apium nodiflorum (L.) Lagasca), qui apprécie les mêmes biotopes, mais dont l'involucre est nettement moins développé, et dont les folioles sont moins profondément dentelées et moins aiguës. Berula possède en outre des foliolules de petite taille situées en dernière position sur le pétiole. En l'absence de foliolules, on observe toujours au minimum une marque bien visible sur le pétiole. Ses ombelles sont sessiles ou brièvement pédonculées, à rayons moins nombreux. Les feuilles inférieures de Berula erecta comptent de nombreux segments (jusque 12 paires ou plus) alors que celles de Apium nodiflorum n'en possèdent pas plus de 6 paires.

## Espèce modèle
Cette espèce est assez abondante en France.
- Certaines de ses caractéristiques (espèce pionnière, diploïde, assez grande pour être observée facilement, se reproduisant de manière végétative ou sexuée quand le niveau de l'eau permet une situation semi-exondée...) en font un modèle intéressant pour l'étude de l'écologie des milieux aquatiques ou des phénomènes de dispersion passive des propagules.
- La diversité génétique de Berula erecta commence à être étudiée via le suivi de marqueurs microsatellites[3], à partir d'échantillons provenant de plusieurs annexes hydriques de l'Ain, dont plusieurs ont fait l'objet d'opération de renaturation, génie écologique de 2005 à 2009. Ce travail permettra d'étudier les impacts de divers modes de gestion ou des changements globaux (dont dérèglements climatiques) sur la diversité biologique de l'espèce et plus largement sur certains aspects de la biodiversité.
- Une thèse a étudié la diversité génétique des espèces clonales dans l’espace alluvial (avec comme fil conducteur, le passage de la mesure du rôle des contraintes environnementales à la construction d’outils d’aide à la conservation de la biodiversité) ; il s'agira de mesurer l'impact de modifications environnementales et anthropiques (connexion, exondation, restauration des milieux) des habitats sur la diversité génétique de Berula erecta dans l'Ain (scientifiquement suivi depuis 20 ans) [4]. Cette thèse a montré que les genres Berula et Apium vivent fréquemment en sympatrie, mais qu'Apium est dominant lorsque les conditions de trophie sont élevées.

## Synonymie
- Berla monspeliensis Bubani (CD_NOM=85788)
- Berula angustifolia Koch var. gracile (Coss. & Germ.) Rouy & E.G.Camus (CD_NOM=144272)
- Berula angustifolia W.D.J.Koch (CD_NOM=85797)
- Berula orientalis Woronow ex Schischk. (CD_NOM=85799)
- Berula serratifolia Wender. (CD_NOM=85800)
- Selinum berula E.H.L.Krause (CD_NOM=122325)
- Siella erecta (Huds.) Pimenov (CD_NOM=123353)
- Sium angustifolium L. (CD_NOM=123939)
- Sium berula Gouan (CD_NOM=123943)
- Sium erectum Huds. (CD_NOM=123949)
- Sium ferula Rausch. (CD_NOM=123952)
- Sium oblongifolium St.-Lag. (CD_NOM=123966)
- Sium pusillum Nutt. ex Torr. & A.Gray (CD_NOM=123969)